# أولامتشي
أولامتشي هي قرية في مقاطعة مياندوآب، إيران. يقدر عدد سكانها بـ 297 نسمة بحسب إحصاء 2016.